# L'Appel du mort
L'Appel du mort (titre original en anglais : Call for the Dead) est le premier roman d'espionnage de l'écrivain britannique John le Carré, publié en 1961. L'histoire suit l'enquête de George Smiley, personnage récurrent des romans de l'auteur, qui est secondé par Peter Guillam.

## Résumé
Samuel Fennan, fonctionnaire du Foreign Office, s'est apparemment suicidé après un contrôle de routine effectué par Smiley à la suite d'une dénonciation anonyme. Smiley avait pourtant innocenté Fennan. En allant interroger Elsa, la veuve de Fennan, Smiley intercepte un appel téléphonique préprogrammé.

## Adaptation
- 1966 : M15 demande protection (The Deadly Affair), film britannique de Sidney Lumet, scénario de Paul Dehn d'après le roman L'Appel du mort, avec James Mason dans le rôle de Smiley, rebaptisé Charles Dobbs, Simone Signoret (Elsa Fennan), Maximilian Schell (Dieter Frey) et Harriet Andersson (Ann Dobbs).